# Данилець Володимир Віталійович
Данилець Володимир Віталійович (9 вересня 1960, с. Дмитрівка, тепер Бахмацький район, Чернігівська область, Україна) — російськомовний та україномовний актор гумористичного та розмовного жанрів українського походження, народний артист України (1998). Співає, грає на гітарі, пише музику. Більшість номерів у програмах супроводжує написана ним музика, а створені пісні — у репертуарі українських і російських виконавців.

## Життєпис

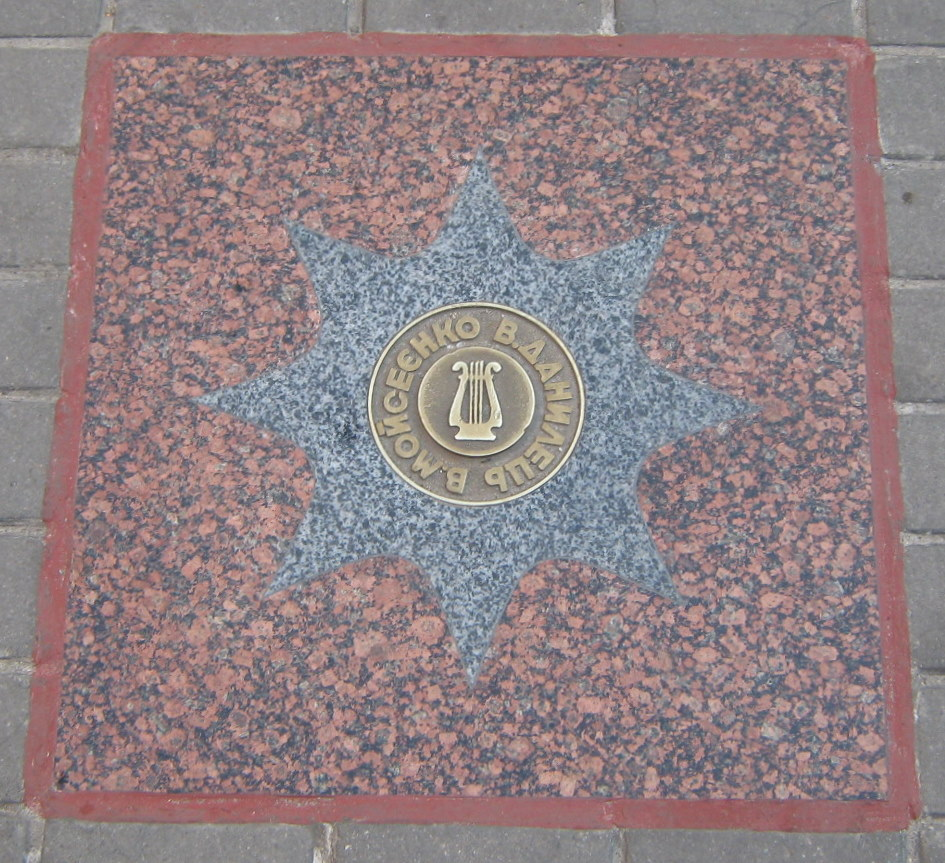
Зірка Мойсеєнка й Данильця на Алеї зірок у Києві

Володимир Данилець народився 1960 року в селі Дмитрівка, що на Чернігівщині, у сім'ї сільських інтелігентів. Серед родичів є люди, що загинули у часи Голодомору 1932—1933 років.
Навчався у Київському училищі естрадно-циркового мистецтва, в якому під час вступних екзаменів познайомився з іншим абітурієнтом — Володимиром Мойсеєнком. Після завершення навчання Данилець розпочав кар'єру артиста розмовного жанру в Українській гастрольно-концертній організації «Укрконцерт».
Під час роботи в «Укрконцерті» в гастрольних поїздках у складі концертних бригад на теренах СРСР склався дует Володимира Данильця та Володимира Мойсеєнка. 1987 року вони познайомилися з режисером-постановником УГКО «Укрконцерту» Євгеном Перебийносом[джерело?] . Цей рік став роком створення творчого тандему, маленького гумористичного театру: Володимир Данилець — Володимир Мойсеєнко.
1991 року на телеекранах з'явився номер «Кролики прилетели», зйомки якого відбувалися в приміщенні ЦДКЖ (Москва). Цей номер здобув велику популярність і приніс артистам визнання. У складі дуету Володимир Данилець брав участь у зйомках багатьох передач і давав численні концерти.
Виступав у «Кривому Дзеркалі» з Мойсеєнком.
Попри сільське походження, Данилець уникає виступів українською мовою і де-факто солідаризується з обивательським ставленням до української культури з боку росіян[джерело?][ненейтрально]. Хоча комізм його епохального номера — «Кролики» — полягає саме у влучному відтворенні простонародної манери розмови мешканців Бахмацького району — сільських українофонів.

## Скандали
На початку 2010-х років артист усе частіше виступав у Росії, хоча жив в Україні.
Під час агресії РФ проти України Данилець брав участь у публічних розважальних заходах в Росії, виступав на тамтешньому телебаченні.
Артиста почали звинувачувати в сепаратизмі. 23 січня 2015 року активісти організацій «Правий сектор» та «Автомайдан» зірвали концерт дуету в Трускавці.
У пресі також пригадали його виступ в ефірі телепередачі «Всі свої» на початку 2011 року (задовго до подій на Донбасі):

| А якою українською мовою ми повинні сьогодні розмовляти в Україні? Яка в нас зараз літературна мова, і де вона? Зараз українська мова незрозуміла, тому що як такої літературної мови немає. Зараз йде вплив з львівським, вибачте, проносом. А чо не можна з чернігівським, з дніпропетровським, сумським? Нема в нас культури, тому й мови нема. |
На новорічному «Параді зірок» 2016 року на ТБ каналі «Росія» тріо у складі Володимира Данильця, Володимира Мойсеєнка та Наталі Корольової в образах стюардеси та пілотів виконало сатиричну пісню, що висміювала заборону на польоти в Україну російських авіаперевізників, запроваджену Кабміном з 25 жовтня 2015 р. У пісні вони висловили побажання встановлення льотної погоди у головах.
Деякі ЗМІ охарактеризували виступ як «відверто антиукраїнський» та «пропагандистський»
Водночас українські блогери виявили в російській соцмережі «Однокласники» сторінку дружини Володимира Людмили. Там вона поширювала дописи, у яких схвалювалися терористи Донбасу та засуджувалися бойові дії проти них. Сторінка у соцмережі була досить швидко вилучена, але знімки з неї викликали резонанс.
На початку 2016 р. на сайті адміністрації президента України з'явилося кілька петицій про позбавлення Володимира Данильця та його партнера по естрадному дуету — Володимира Мойсеєнка — звання «Народний артист України» через їхню участь у російських розважальних програмах разом із росіянами, які відверто підтримували агресію Росії проти України. Ці петиції загалом зібрали близько двох тисяч підписів.